# Johann Kiemann
Johann Kiemann (19. listopadu 1844 Praha – 10. května 1919 Praha) byl rakouský a český právník a politik německé národnosti, v 2. polovině 19. století a počátkem 20. století poslanec Českého zemského sněmu.

## Biografie
Vystudoval malostranské gymnázium a pak práva na Karlo-Ferdinandově univerzitě v Praze, kde roku 1867 získal titul doktora práv. Od roku 1877 působil jako advokát v Praze.
Koncem 70. let 19. století se zapojil i do zemské politiky. Ve volbách v roce 1878 byl zvolen v městské kurii (volební obvod Vimperk, Prachatice, Volary) do Českého zemského sněmu. Mandát zde obhájil ve volbách v roce 1883, volbách v roce 1889, volbách v roce 1895, volbách v roce 1901 a volbách roku 1908. Zemským poslancem tak byl nepřetržitě po 35 let.
Politicky byl německým liberálem (takzvaná Ústavní strana, později Německá pokroková strana).
Od roku 1891 byl náhradníkem zemského výboru. V roce 1902 mu město České Budějovice udělilo čestné občanství. Od roku 1915 zastával funkci vrchního ředitele České spořitelny. Ač jedním z předáků sudetoněmeckého politického tábora, uměl Kiemann dobře česky. Byl znám jako znalec a obdivovatel Prahy. Až do své smrti působil v hlavním městě jako advokát. Zemřel v Praze v květnu 1919.
Jeho otec Johann Kiemann starší byl rovněž politikem, bratr Anton Kiemann byl předním pražským právníkem.